# 일본 골프 투어 기구
일반사단법인 일본 골프 투어 기구(일본어: 一般社団法人日本ゴルフツアー機構, 영어: Japan Golf Tour Organization, 통칭 JGTO)는 일본의 남성 프로 골프 투어의 조직체이다.

## 일본 골프 투어

### 2014년 대회
- 츠루야 오픈
- 간사이 오픈 골프 선수권 경기
- 일본 프로 골프 선수권 대회
- 미즈노 오픈
- 일본 골프 투어 선수권
- 후지산케이 클래식
- ANA 오픈
- 다이아몬드컵 골프
- 일본 오픈 골프 선수권 경기
- 브리지스톤 오픈
- 미쓰이스미토모 VISA 태평양 마스터즈
- 던롭 피닉스 토너먼트
- 카시오 월드 오픈
- 골프 일본 시리즈 JT컵

## 역대 상금왕
| Year | Player            | Country  | 상금 (¥)    |
| ---- | ----------------- | -------- | ----------- |
| 2013 | 마쓰야마 히데키   | 일본     | 201,076,781 |
| 2012 | 후지타 히로유키   | 일본     | 175,159,972 |
| 2011 | 배상문            | 대한민국 | 151,078,958 |
| 2010 | 김경태            | 대한민국 | 181,103,799 |
| 2009 | 이시카와 료       | 일본     | 183,524,051 |
| 2008 | 카타야마 신고     | 일본     | 180,094,895 |
| 2007 | 타니구치 토오루   | 일본     | 171,744,498 |
| 2006 | 카타야마 신고     | 일본     | 178,402,190 |
| 2005 | 카타야마 신고     | 일본     | 134,075,280 |
| 2004 | 카타야마 신고     | 일본     | 119,512,374 |
| 2003 | Toshimitsu Izawa  | 일본     | 135,454,300 |
| 2002 | 타니구치 토오루   | 일본     | 145,440,341 |
| 2001 | Toshimitsu Izawa  | 일본     | 217,934,583 |
| 2000 | 카타야마 신고     | 일본     | 177,116,489 |
| 1999 | 오자키 나오미치   | 일본     | 137,641,796 |
| 1998 | 오자키 마사시     | 일본     | 179,627,400 |
| 1997 | 오자키 마사시     | 일본     | 170,847,633 |
| 1996 | 오자키 마사시     | 일본     | 209,646,746 |
| 1995 | 오자키 마사시     | 일본     | 192,319,800 |
| 1994 | 오자키 마사시     | 일본     | 215,468,000 |
| 1993 | Hajime Meshiai    | 일본     | 148,718,200 |
| 1992 | 오자키 마사시     | 일본     | 186,816,466 |
| 1991 | 오자키 나오미치   | 일본     | 119,507,974 |
| 1990 | 오자키 마사시     | 일본     | 129,060,500 |
| 1989 | 오자키 마사시     | 일본     | 108,715,733 |
| 1988 | 오자키 마사시     | 일본     | 125,162,540 |
| 1987 | David Ishii       | 미국     | 86,554,421  |
| 1986 | 나카지마 츠네유키 | 일본     | 90,202,066  |
| 1985 | 나카지마 츠네유키 | 일본     | 101,609,333 |
| 1984 | Shinsaku Maeda    | 일본     | 57,040,357  |
| 1983 | 나카지마 츠네유키 | 일본     | 85,514,183  |
| 1982 | 나카지마 츠네유키 | 일본     | 68,220,640  |
| 1981 | 아오키 이사오     | 일본     | 57,262,941  |
| 1980 | 아오키 이사오     | 일본     | 60,532,660  |
| 1979 | 아오키 이사오     | 일본     | 45,554,211  |
| 1978 | 아오키 이사오     | 일본     | 62,987,200  |
| 1977 | 오자키 마사시     | 일본     | 35,932,608  |
| 1976 | 아오키 이사오     | 일본     | 40,985,801  |
| 1975 | Takashi Murakami  | 일본     | 38,705,551  |
| 1974 | 오자키 마사시     | 일본     | 41,846,908  |
| 1973 | 오자키 마사시     | 일본     | 43,814,000  |